# Zanderij Maarn
Zanderij Maarn, ook bekend als Zandgat Maarn, is een voormalige zandafgraving en zandgat aan de Bergweg te Maarn, ten zuiden van de A12. Op deze zandafgraving van de NS werd tot in 2001 nog zand gewonnen. Nadat het recreatieschap het gebied in 2002 in erfpacht kreeg, werd het gebied de eerste jaren afgesloten voor publiek, zodat de begroeiing zijn gang kon gaan. Zo ontstond een natuurlijk terrein met een spontaan opkomende vegetatie. De oeverbegroeiingen en de moeraszones rondom de plas dienen om het zwemmen in de gevaarlijk diepe plas tegen te gaan. In november 2013 werd Zanderij Maarn opengesteld als wandelgebied. Het westelijke gedeelte van de plas is afgesloten als rustgebied voor wild. Aan de noordzijde ligt onder het talud van de A12 een laag vervuilde grond, een restant van het NS-verleden als rangeerterrein.

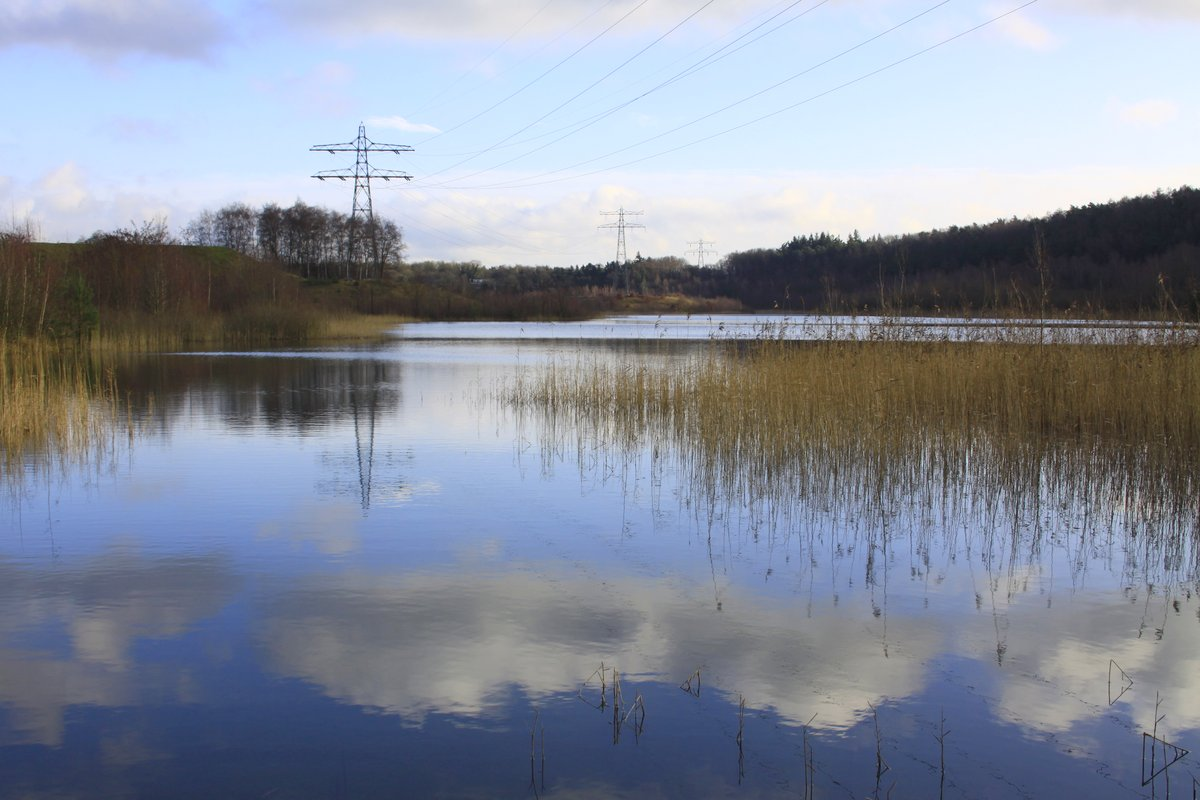
Impressie van het gebied in 2013

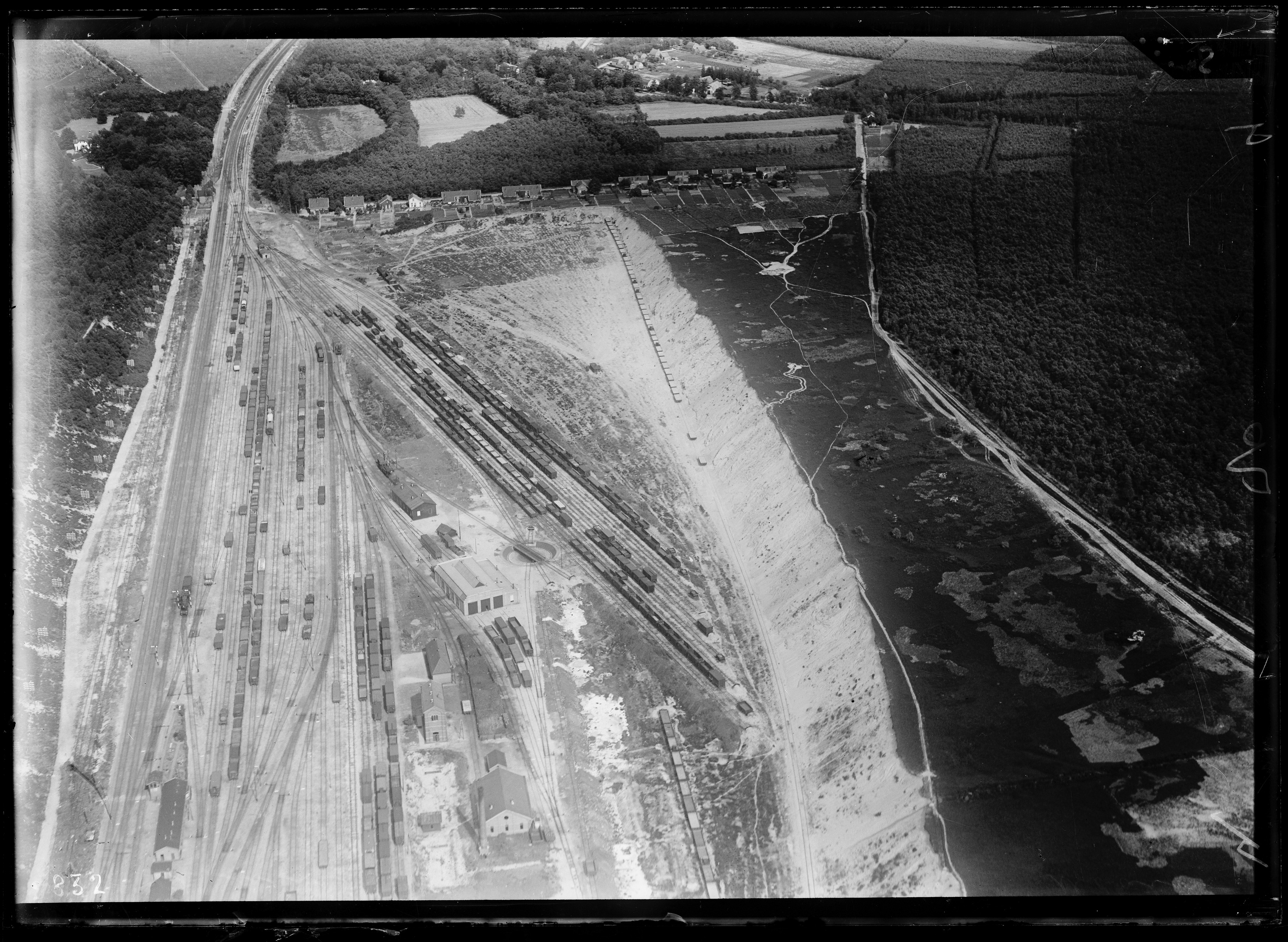
Het gebied van de zanderij in de periode 1920–1932

## Geschiedenis en beheer
Het eerste graafwerk in de latere zanderij was de doorgraving, tussen 1840 en 1845, van de Utrechtse Heuvelrug voor de aanleg van de Rhijnspoorweg met een halte, het latere station Maarn, dat tot 1972 op deze plek lag. Was dus aanvankelijk het verwijderen van zand de hoofdzaak, vanaf 1865 lag het zwaartepunt op de winning. Niettemin kwam de vrijgekomen ruimte van pas en in 1901 werd er een rangeerterrein aangelegd, dat in 1932 alweer gesloten werd.
Na het einde van de exploitatie door NS Vastgoed in 2001 kreeg het Recreatieschap Utrechtse Heuvelrug, Vallei- en Kromme Rijngebied het gebied in erfpacht. Toen deze organisatie per 2018 werd opgeheven nam eigenaar Het Utrechts Landschap het gebied in eigen beheer.

## Zwerfsteneneiland
Het uitzichtplateau biedt uitzicht op het aardkundig monument Zwerfsteneneiland. Via de steile westelijke en minder steile oostelijke trap aan de zuidzijde kan worden afgedaald in de Zanderij. De draaischijf uit 1918 vormt de ingang tot het zwerfsteneneiland dat alleen onder begeleiding van een gids te bezoeken is.
De meeste van de 7000 zwerfstenen zijn in het voorlaatste glaciaal door het landijs vanuit Scandinavië naar dit gebied gestuwd, maar zo'n 40 zijn er gevonden die, ingevroren in ijsschotsen, door rivieren zijn aangevoerd vanuit het zuiden. Bij de zandafgravingen waren de stenen tot last en werd een deel kapotgeslagen en de rest bij elkaar geplaatst. Bedekt met zand werden ze gebruikt als fundering voor het rangeerterrein dat in 1901 aangelegd werd. Na herontdekking bleek dat ze een bijzondere collectie vormden en werd besloten er een aardkundig monument van te maken.

## Wandelroute
Er is een bewegwijzerde wandelroute van 2,8 km uitgezet. De route voert langs de zuidzijde van de plas en sluit aan op de wandelroute van Stichting het Utrechts Landschap richting Hoog Moersbergen. Via de brug is het ook mogelijk om de plas rond te lopen. Twee bijzondere trappen aan de zuidkant geven toegang tot uitzichtpunten en sluiten aan op wandelroutes. De wandelroute ontziet de voor natuur kwetsbare noord- en westzijde van het gebied.

## Flora en fauna
Het gebied heeft bijzondere natuurwaarden. In het schrale grasland aan de noordzijde van de plas groeien beschermde plantensoorten als de moeraswespenorchis, kruipwilg, borstelbies, rond wintergroen en de brede wespenorchis. Verder ook meerdere zeldzame korstmossen. Er nestelen grondbroeders zoals de kleine plevier en de veldleeuwerik. Daarnaast leven er in het gebied veel ringslangen en kunnen libellen zoals de bijzonder zeldzame kanaaljuffer en plasrombout zich hier voortplanten. Voor dieren die het ecoduct Mollebos gebruiken, is de zandafgraving een belangrijke verbinding.